# Carambar

Logo

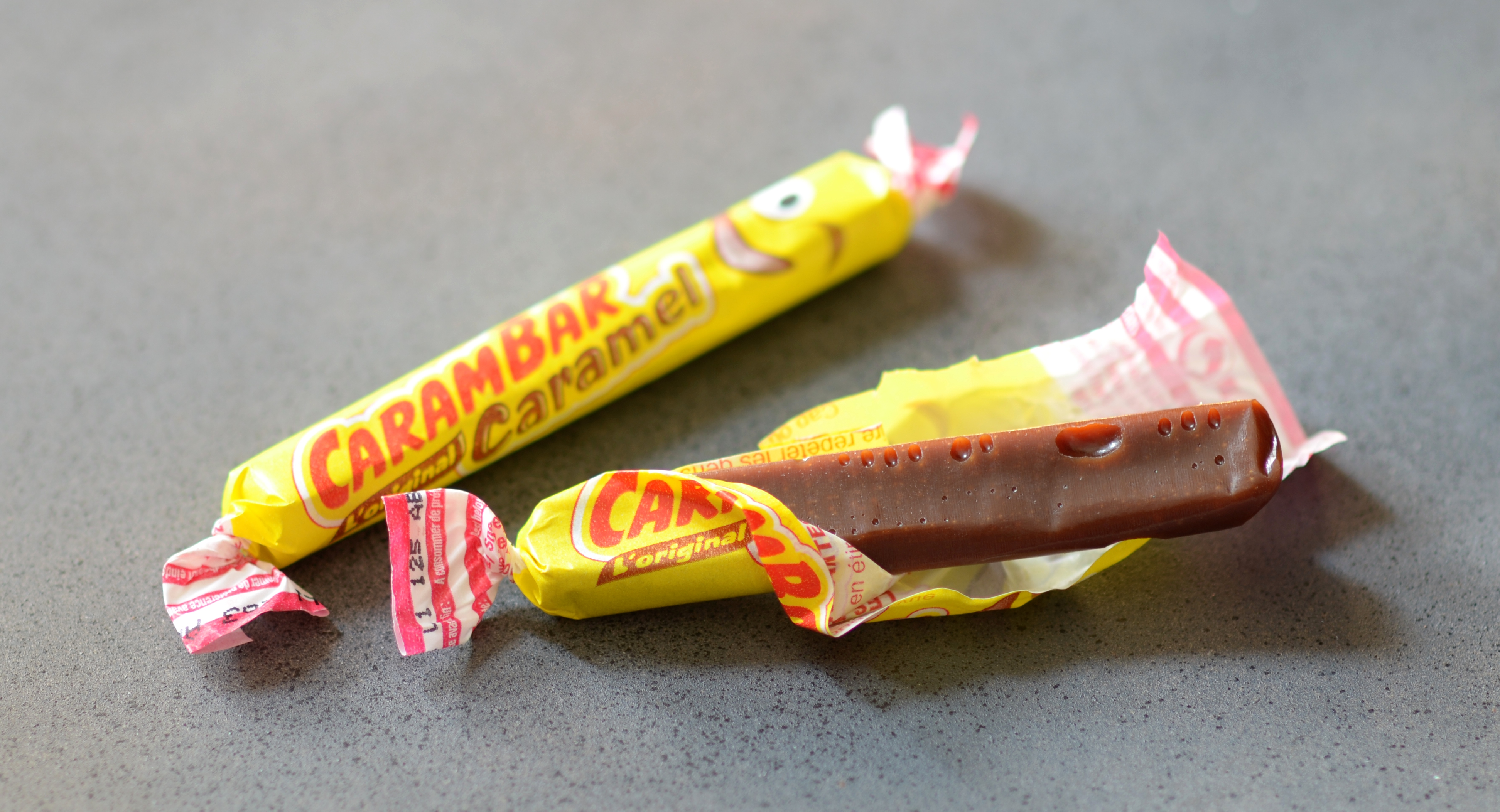
Carambar-Kaubonbons

Carambar & Co. SAS mit Sitz in Issy-les-Moulineaux ist ein französischer Süßwarenhersteller, insbesondere der gleichnamigen Kaubonbonmarke. Der Name ist ein Kofferwort aus den Wörtern caramel und barre (Riegel); er spielt auf den Inhalt (aus Karamell und Kakao) sowie dessen längliche Form an.   Das Produkt wurde 1954 erstmals hergestellt. Diese Süßigkeiten werden hauptsächlich in Frankreich vertrieben und jedes Jahr werden rund eine Milliarde Einheiten konsumiert.

## Hintergrund
Carambar wurde 1954 von der Firma Delespaul in Marcq-en-Barœul (im Département Nord) gegründet und gehörte einer Reihe von Konzernen darunter Générale Alimentaire, Générale Occidental, BSN und zuletzt Mondelez International. Diese verkaufte das Unternehmen 2017 an  die Markeneigentümerin CPK Group (Carambar & Co. SAS) mit Sitz in Issy-les-Moulineaux, die mehrheitlich von der Beteiligungsgesellschaft Eurazeo gehalten wird. Ende August 2018 begannen die Verhandlungen der deutschen Katjes International mit der CPK über eine Fusion der französischen Süßwarenaktivitäten mit der Marke Lutti. Ende 2018 brachte Katjes International seine französische Tochtergesellschaft Lutti – damals bereits zweitgrößte Zuckerwarenmarke in Frankreich – gemeinsam mit dem belgischen Vertriebsspezialisten Continental Sweets Belgium (CSB) in CPK ein; dadurch entstand ein neues Schwergewicht am französischen Süßwarenmarkt, an dem Katjes International seither zu rund 23 % beteiligt ist.

## Produktsorten
Im Laufe der Zeit wurden weitere Sorten entwickelt:
- Carambar Caramel
- Carambar Fruits Zitrone
- Carambar Fruits Erdbeere
- Carambar Fruits Orange
- Carambar Drinks Cola
- Carambar Caranougat
- Carambar Fruits Himbeere
- Carambar Zuckerwatte

## Trivia
1954 wurde die Süßigkeit erstmals produziert, dies resultierte aus einem Produktionsfehler. Eine Bonbonfabrik stellte, wegen Maschinenversagen, längliche Karamellbonbons her. Man entschied sich, diese trotzdem zu verkaufen. Sie wurden unter den Jugendlichen und Kindern ein großer Erfolg. Eine Besonderheit und französische Tradition ist die Verpackung, die zur Erheiterung des Konsumenten auf der Innenseite mit Witzen oder Lebensweisheiten bedruckt ist. Die Witze stehen in dem Ruf nicht besonders gut zu sein. Deswegen sagt man in Frankreich, wenn jemand nicht besonders lustig ist: „Dein Witz ist so lustig wie Carambar.“ Die Witze sind unter dem Namen „blagues Carambar“ bekannt. Als der berühmteste blague Carambar ging eine Meldung der Hersteller der Süßigkeit in die Geschichte ein: Man verkündete am 21. März 2013, dass die Witze auf dem Bonbonpapier durch Grammatikübungen ersetzt werden sollen. Vier Tage später wurde bekanntgegeben, dass es sich um einen Scherz gehandelt habe, was für große Erleichterung sorgte.